# 1941年逝世人物列表
1941年逝世人物列表：1月 - 2月 - 3月 - 4月 - 5月 - 6月 - 7月 - 8月 - 9月 - 10月 - 11月 - 12月
下面是1941年逝世的知名人士列表。

## 1月

### 1日
- 約瑟夫·康科利奇斯，匈牙利斯洛維尼亞作家

### 4日
- 亨利·柏格森，法國哲學家，諾貝爾文學獎獲得者

### 5日
- 艾米·約翰遜，英國飛行員（航空事故）[1]

### 8日
- 羅伯特·貝登堡，英國士兵;童子軍的創始人
- 維克多·丹克爾·馮·克拉斯尼克，奧匈帝國將軍

### 9日
- 保羅·布蘭登·巴林格，美國醫生和弗吉尼亞理工大學第六任校長

### 10日
- 弗兰克·布里奇，英國作曲家
- 約翰·拉韋里，盎格魯-愛爾蘭藝術家

### 11日
- 伊曼紐·拉斯克，德國國際象棋冠軍

### 13日
- 詹姆斯·乔伊斯，愛爾蘭作家、詩人

### 15日
- 古列爾莫·佩科里·吉拉爾迪，義大利貴族、將軍和政治家

### 17日
- 弗吉尼亞·阿里亞斯，智利雕塑家和藝術教師

### 20日
- 约翰·比辛格，美國男子競技體操運動員。

### 21日
- 魯道夫·馮·布魯德曼，奧匈帝國將軍

### 24日
- 喬斯林·海伊，英國貴族（謀殺）

### 29日
- 扬尼斯·梅塔克萨斯，希臘軍官、政治家和希臘總理

## 2月

### 2日
- 哈裡斯·拉寧，美國海軍上將

### 4日
- 喬治·勞埃德，英國政治家和外交官

### 5日
- 班卓·派特森，澳大利亞詩人和記者
- 奧托·斯特蘭德曼，愛沙尼亞第一任總理

### 7日
- 朱塞佩·泰莱拉，義大利將軍（因傷去世）

### 9日
- 伊麗莎白·亞寧，澳大利亞出生的英國小說家。
- 亞倫·S·沃特金斯，美國禁酒運動領袖

### 11日
- 鲁道夫·希法亭，德國經濟學家，財政部長

### 13日
- 盲童富勒，非裔美國藍調音樂家

### 15日
- 帕維爾·布隆斯基，俄羅斯蘇聯心理學家、哲學家和蘇聯兒科學創始人

### 20日
- 卡洛斯·巴卡-弗洛爾，秘魯畫家

### 21日
- 弗雷德里克·班廷，加拿大醫生，諾貝爾生理學或醫學獎獲得者
- Walter T. Bailey，美國建築師

### 22日
- 杜羅·阿諾德，克羅埃西亞作家和哲學家

### 23日
- 布蘭迪娜修女，義大利出生的美國辛辛那提慈善修女和傳教士

### 24日
- 洛塔尔·冯·阿尔诺·德·拉·佩里耶，德國潛艇指揮官

### 27日
- 威廉·拜倫，美國國會議員

### 28日
- 阿方索十三世，西班牙國王

## 3月

### 3日
- 伯納德·范·貝克，荷蘭畫家

### 4日
- 路德维希·克维德，德國活動家、政治家、諾貝爾獎獲得者

### 6日
- 古松·柏格勒姆，美國雕塑家
- 弗朗西斯·阿維林，加拿大心理學家和天主教神父

### 8日
- 舍伍德·安德森，美國作家

### 13日
- 傑弗里·阿拉德，英國二戰飛行王牌

### 14日
- 查理斯·羅伯特·莫佈雷·弗雷澤·克魯特韋爾，英國歷史學家[2]

### 15日
- 阿列克謝·馮·賈倫斯基，俄羅斯畫家

### 17日
- 約阿希姆·舍普克，德國潛艇指揮官（陣亡）

### 18日
- 亚历山大·普凡德尔，德國哲學家

### 28日
- 卡瓦斯吉·賈姆謝吉·佩蒂加拉，印度警察局長
- 弗吉尼亚·吴尔夫，英國小說家（自殺）

### 30日
- 瓦西爾·庫廷切夫，保加利亞將軍

### 31日
- 盧霍·巴科蒂奇，塞爾維亞作家、公關人員、律師、詞典編纂者和外交官

## 4月

### 3日
- 泰莱基·帕尔，兩屆匈牙利總理

### 5日
- 奈傑爾·格雷斯利，英國蒸汽機車工程師

### 13日
- 安妮·坎农，美国女天文学家，恒星光谱分类的开拓者

### 16日
- 埃米尔·贝尔纳，法國點彩畫派、分隔主義、那比派、阿旺橋派畫家。
- 約賽亞·斯坦普，英國男爵、銀行家、公務員、實業家、經濟學家和統計學家（敵對行動）

### 17日
- 杜里舒，德國生物學家、哲學家

### 20日
- 路易吉·巴尔贝西诺，意大利男子足球運動員，

### 24日
- 西索瓦·莫尼旺，柬埔寨國王

### 30日
- 埃德溫·波特，美國電影導演

## 5月

### 2日
- 克雷吉·艾奇森，蘇格蘭政治家和法官

### 6日
- 九鬼周造，日本哲學家
- 歐內斯特·辛普森（Ernest Simpson），美國出生的英國船舶經紀人

### 7日
- 詹姆斯·弗雷澤，蘇格蘭社會人類學家

### 11日
- 佩吉·香農，美國女演員

### 12日
- 露絲·斯通豪斯，美國女演員

### 14日
- 莫裡斯·巴沃，瑞士神學學生，1938 年企圖暗殺阿道夫·希特勒

### 16日
- 米妮·沃特林，美國傳教士，南京大屠殺女英雄
- 諾埃爾·阿加扎里安，英國二戰戰鬥機王牌

### 23日
- 赫伯特·奧斯丁，英國汽車設計師和建造者，創立奧斯汀汽車公司

### 24日
- 蘭斯洛特·霍蘭德，英國海軍上將（陣亡）

### 27日
- 京特·吕特晏斯，德國海軍上將（陣亡）

### 29日
- 查理斯·奧爾德頓，美國藥劑師和 Dr Pepper 的發明者

### 30日
- 巴差提朴，拉瑪七世，暹羅國王

## 6月

### 1日
- 漢斯·伯傑，德國神經學家
- 珍妮·多莉，美國歌手
- 休·沃波爾，紐西蘭出生的英國小說家

### 2日
- 盧·賈里格，美國棒球運動員（紐約洋基隊），MLB名人堂成員

### 4日
- 威廉二世，德意志末代皇帝（生於1859年）[3]
- 莫裡斯·邁克爾·埃德爾斯坦，波蘭裔美國律師和政治家

### 6日
- 路易斯·雪佛兰，瑞士出生的汽車製造商、賽車手

### 11日
- 丹尼爾·卡特·比爾德，美國童軍先驅

### 15日
- 伊芙琳·昂德希爾，英國基督教神秘主義者

### 18日
- Thomas H. Rynning，美國士兵和律師
- Ayyankali，印度政治家、社會改革家、教育家、經濟學家、立法者和革命領袖。
- 塞西利奧·貝茲，巴拉圭前臨時總統

### 21日
- 艾略特·德克斯特，美國演員

### 23日
- 弗雷德里克·戈特瓦爾德，奧地利裔美國畫家

### 25日
- 路易吉·卡佩洛，義大利將軍

### 28日
- 理查·卡爾，美國演員

### 29日
- 伊格纳奇·扬·帕德雷夫斯基，波蘭鋼琴家、作曲家、波蘭第三任總理

### 日期不詳
- 贝寿同，中國近代最早的現代建築師

## 7月

### 1日
- 米哈伊尔·卡冈诺维奇，蘇聯政治家
- 弗朗西斯·伯特爾斯，澳大利亞冒險家、攝影師、自行車手和電影製片人

### 3日
- 弗裡德里希·阿克爾，愛沙尼亞外交官、政治家
- 米霍·巴比奇，安特·帕維利奇的副手，克羅埃西亞獨立國所有集中營的第一任指揮官
- 威廉·巴爾塔薩（Wilhelm Balthasar），德國空軍軍事飛行員和聯隊指揮官

### 4日
- 安東尼·沃姆尼茨基，波蘭數學家

### 8日
- 亞歷山德魯·巴薩拉布，羅馬尼亞畫家、雕刻家和法西斯政治家

### 9日
- 博日達爾·阿齊亞，南斯拉夫政治家和公關人員

### 10日
- 杰利·罗尔·莫顿，非裔美國爵士音樂家、作曲家
- 阿南丁·阿瑪律，蒙古前總理
- 安德列·班德拉，烏克蘭牧師和政治家

### 11日
- 阿瑟·埃文斯，英國考古學家

### 15日
- 沃爾特·魯特曼，德國導演

### 20日
- 盧·菲爾茲，美國雜耍表演者

### 22日
- 德米特里·巴甫洛夫，蘇聯將軍（被處決）

### 23日
- 何塞·基諾內斯·岡薩雷斯，秘魯飛行員

### 24日
- 魯道夫·拉梅克，奧地利第五任總理

### 25日
- 艾倫·福雷斯特，美國演員

### 26日
- 卡齐米日·巴尔泰尔，波兰数学家、外交官、政治家，曾任波兰第二共和国总理
- 亨利·勒貝格，法國數學家

### 27日
- 荷馬·加爾平，美國政治家和律師
- 弗拉基米尔·克里莫夫斯基赫，蘇聯將軍

### 28日
- 彼得·阿赫柳斯京，紅軍少將

### 30日
- 雨果·切爾米什，拉脫維亞總理
- 米奇·韋爾奇，美國棒球大聯盟名人堂成員

## 8月

### 1日
- 詹姆斯·德雷克，澳大利亞政治家

### 4日
- 米哈伊·巴比茨，匈牙利詩人、作家、散文家和翻譯家

### 7日
- 泰戈尔，印度诗人

### 10日
- 烏利·阿克斯特羅姆，美國女演員、舞蹈家、劇作家和雜耍表演者

### 12日
- 第一代威靈東侯爵費爾曼·費爾曼-托馬斯，英國政治家和殖民地行政長官，第22任印度總督，第13任加拿大總督

### 13日
- 詹姆斯·斯图尔特·布莱克顿，美國電影製片人

### 14日
- 马希连·国柏，德國羅馬天主教神父（在奧斯威辛集中營殉難）
- 保罗·萨巴捷，法國化學家，諾貝爾獎獲得者

### 20日
- 第一代斯通黑文子爵約翰·貝爾德，英國政治家，第八任澳大利亞總督

### 25日
- 羅伯特·亞歷山大，美國陸軍軍官

### 30日
- 佩德·奧盧夫·佩德森，丹麥工程師和物理學家

### 31日
- 玛琳娜·伊万诺夫娜·茨维塔耶娃，蘇俄詩人（自殺）
- 湯瑪斯·巴文，澳大利亞律師，曾任新南威爾士州州長

## 9月

### 1日
- 卡爾·帕茨，愛沙尼亞軍事指揮官

### 8日
- 朱塞佩·阿米薩尼，意大利畫家

### 9日
- 漢斯·斯佩曼，德國胚胎學家，諾貝爾生理學或醫學獎獲得者

### 11日
- 阿裡皮奧·龐塞，秘魯警官，國民警衛隊英雄
- 克里斯蒂安·拉科夫斯基，保加利亞革命家、俄羅斯布爾什維克和蘇聯外交官、記者、醫生和散文家（被處決）
- 瑪麗亞·斯皮里多諾娃，俄國革命家，左翼社會革命黨前領導人（被處決）

### 14日
- 艾麗西亞·阿默斯特，英國園藝家、植物學家和作家

### 15日
- 伊塔莉·阿爾米蘭泰·曼齊尼，義大利女演員

### 17日
- 約瑟夫·伯曼，羅馬尼亞攝影師和記者

### 18日
- 弗雷德·卡諾，英國音樂廳總監
- 沃爾特·阿道夫，德國空軍軍事飛行員

### 20日
- 米哈伊尔·基尔波诺斯，蘇聯將軍

### 29日
- 費利佩·阿貢西略，菲律賓律師和政治家

## 10月

### 5日
- 路易斯·布蘭迪斯，美國最高法院大法官

### 8日
- 格斯·卡恩，德國詞曲作者
- 瓦倫丁·奧哈拉，愛爾蘭作家

### 9日
- 海伦·摩根，美國歌手和演員

### 15日
- 愛琳·安傑爾科維奇，英國小提琴家、音樂教育家和音樂總監

### 16日
- 謝爾蓋·埃夫隆，俄羅斯詩人和秘密員警特工（被處決）
- 扎尼斯·巴斯，拉脫維亞軍事將領

### 18日
- 曼努埃尔·特谢拉·戈梅斯，葡萄牙第7任總統

### 25日
- 罗伯特·德劳内，法國畫家

### 26日
- 阿尔卡季·盖达尔，俄羅斯士兵和兒童故事作家（陣亡）
- 維克多·施特辛格，美國作曲家、導演

- 在古比雪夫被處決的蘇聯軍官和政治家：
  - 帕维尔·雷恰戈夫
  - 格裡戈里·施特恩
  - 雅科夫·斯穆什克维奇
  - 菲力浦·戈洛什切金
  - 米哈伊爾·克德羅夫
  - 亞歷山大·洛克蒂奧諾夫

### 29日
- 卡羅利·侯扎爾，匈牙利第25任總理
- 亞歷山大·阿菲諾吉諾夫，俄羅斯和蘇聯劇作家

## 11月

### 7日
- 弗蘭克·皮克，英國交通管理員和工業設計贊助人

### 10日
- 凱莉·德里克，加拿大植物學家和遺傳學家

### 16日
- 米娜·哈爾瑪，愛沙尼亞作曲家
- 亨利·威尔逊，英國將軍

### 17日
- 恩斯特·烏德特，德國第一次世界大戰王牌戰鬥機，納粹德國空軍官員（自殺）

### 18日
- 埃米爾·內利根，加拿大詩人
- 瓦爾特·能斯特，德國化學家，諾貝爾獎獲得者
- 克里斯·沃森，澳大利亞第三任總理

### 22日
- 庫爾特·科夫卡，德國心理學家
- 维尔纳·默尔德斯，德國戰鬥機飛行員

### 23日
- 亨麗埃塔·文頓·大衛斯，美國雄辯家、戲劇家、模仿者和公眾演說家
- 克拉麗莎·艾倫，美國教育家和作家

### 25日
- 佩德羅·阿吉雷·塞爾達，智利總統

### 26日
- 尼爾斯·漢森·雅各森，丹麥雕塑家、陶藝家

### 27日
- 查理斯·布裡格斯，英國將軍

### 28日
- 約翰·曼徹斯特·艾倫，紐西蘭政治家

## 12月

### 2日
- 爱德华·雷兹-希米格维，波蘭元帥

### 3日
- 克里斯蒂安·辛丁，挪威作曲家

### 6日
- 路易·貝特朗，法國小說家、歷史學家和散文家

### 7日
- 以撒·吉德，美國海軍上將（陣亡）

### 8日
- 伊齊多爾·庫爾施納，匈牙利足球運動員和教練[4]

### 9日
- 爱德华·冯·柏姆-厄尔默利，奧地利將軍，德國陸軍元帥

### 10日
- 湯姆·菲力浦斯，英國海軍上將（陣亡）[5]

### 11日
- 埃米尔·皮卡，法國數學家

### 15日
- 德里納殉道者，克羅埃西亞修女

### 19日
- 喬治·阿格紐爵士，英國藝術品轉銷商、出版商和政治家

### 25日
- 布蘭奇·貝茨，美國舞臺女演員
- 理查·奧爾德里奇，美國政治家

### 28日
- 馬里恩·博伊德·艾倫，美國畫家
- 馬塞爾·巴舍，法國畫家

### 29日
- 图利奥·列维-齐维塔，義大利數學家
- 路易吉·阿爾貝蒂尼，報紙編輯、政治家和歷史學家

### 30日
- 埃尔·利西茨基，俄羅斯藝術家、建築師